# Tenuelamellarea taprobanae
Tenuelamellarea taprobanae är en kvalsterart som först beskrevs av Oudemans 1915.  Tenuelamellarea taprobanae ingår i släktet Tenuelamellarea och familjen Lamellareidae. Inga underarter finns listade i Catalogue of Life.